# Charles Kent
Charles Kent (Londra, 18 giugno 1852 – Brooklyn, 21 maggio 1923) è stato un regista e attore inglese naturalizzato statunitense.
Americano, di origini britanniche, Kent lavorò esclusivamente nel cinema muto. Recitò in ben 141 film tra il 1908 e il 1923 e ne diresse 36 tra il 1908 ed il 1913.
Nacque a Londra, Inghilterra e morì a Brooklyn, New York.

## Filmografia
La filmografia, basata su IMDb, è completa. 

### Attore
- Macbeth regia di James Stuart Blackton (1908)
- Romeo and Juliet, regia di James Stuart Blackton (1908)
- Julius Caesar, regia di James Stuart Blackton, William V. Ranous (1908)
- The Poor Musician, regia di Van Dyke Brooke (1909)
- Washington Under the British Flag, regia di James Stuart Blackton (1909)
- Washington Under the American Flag, regia di James Stuart Blackton (1909)
- The Cobbler and the Caliph, regia di James Stuart Blackton (1909)
- The Gift of Youth (1909)
- Les misérables, regia di James Stuart Blackton (1909)
- Launcelot and Elaine, regia di Charles Kent (1909)
- Benedict Arnold, regia di James Stuart Blackton (1909)
- The Life of Moses, regia di James Stuart Blackton (1909)
- Richelieu; or, The Conspiracy, regia di James Stuart Blackton (1910)
- Twelfth Night di Eugene Mullin, Charles Kent (1910)
- Becket o The Martyrdom of Thomas A. Becket, Archbishop of Canterbury, regia di Charles Kent (1910)
- Uncle Tom's Cabin, regia di James Stuart Blackton (1910)
- Rose Leaves, regia di Charles Kent (1910)
- Jean, the Matchmaker, regia di Laurence Trimble (1910)
- Examination Day at School, regia di David W. Griffith (1910)
- A Dixie Mother, regia di Van Dyke Brooke (1910)
- A Tale of Two Cities, regia di Charles Kent (o William Humphrey?) (1911)
- Though Your Sins Be as Scarlet, regia di Charles Kent (1911)
- The Spirit of the Light; or, Love Watches on Through the Years, regia di Charles Kent (1911)
- The Death of King Edward III, regia di James Stuart Blackton (1911)
- Wages of War, regia di Van Dyke Brooke (1911)
- The Ninety and Nine, regia di Ralph Ince (1911)
- Madge of the Mountains, regia di Charles Kent (1911)
- Arbutus, regia di Charles Kent (1911)
- Suffer Little Children, regia di Charles Kent (1911)
- Hypnotizing the Hypnotist, regia di Larry Trimble (1911)
- War (1911)
- Vanity Fair, regia di Charles Kent (1911)
- A Reformed Santa Claus (1911)
- She Never Knew, regia di Charles Kent (1912)
- The Unknown Violinist, regia di Charles Kent (non confermato) (1912)
- The Woman Haters, regia di Hal Reid (1912)
- Fortunes of a Composer, regia di Charles Kent (1912)
- An Innocent Theft (1912)
- The Days of Terror; or, In the Reign of Terror, regia di Charles Kent (1912)
- Lincoln's Gettysburg Address, regia di James Stuart Blackton e James Young (1912)
- The Bogus Napoleon, regia di Charles Kent (1912)
- Rip Van Winkle, regia di Charles Kent (1912)
- The Party Dress, regia di Charles L. Gaskill (1912)
- The Bond of Music, regia di Charles Kent (1912)
- As You Like It, regia di James Stuart Blackton, Charles Kent e James Young (1912)
- The Toymaker (1912)
- His Official Appointment, regia di Charles Kent (1912)
- The Awakening of Bianca, regia di Charles Kent (1912)
- The Old Guard, regia di James Young (1913)
- Put Yourself in Their Place, regia di James Young (1913)
- The Stronger Sex, regia di Wilfrid North (1913)
- A Window on Washington Park, regia di Laurence Trimble (1913)
- The Only Veteran in Town, regia di Charles Kent (1913)
- Delitto di un padre (The Snare of Fate), regia di William Humphrey (1913)
- The Tiger Lily, regia di Van Dyke Brooke (1913)
- The Carpenter, regia di Wilfrid North (1913)
- The Diamond Mystery, regia di Charles Kent (non confermato) (1913)
- The Intruder, regia di Maurice Costello e Wilfrid North (1913)
- Father and Son: or, The Curse of the Golden Land, regia di Frederick A. Thomson (1913)
- The Tiger, regia di Frederick A. Thomson (1913)
- The Lost Millionaire, regia di Ralph Ince (1913)
- The Treasure of Desert Isle, regia di Ralph Ince (1913)
- The Doctor's Secret, regia di Van Dyke Brooke (1913)
- The Warmakers, regia di Maurice Costello e Robert Gaillard (1913)
- Daniel, regia di Fred Thomson (Frederick A. Thomson) (1913)
- The Whimsical Threads of Destiny, regia di Frederick A. Thomson (1913)
- The Swan Girl, regia di Ralph Ince (1913)
- A Million Bid, regia di Ralph W. Ince (1914)
- The First Endorsement, regia di Harry Lambert (1914)
- In the Old Attic, regia di Fred Thomson (Frederick A. Thomson) (1914)
- Mrs. Maloney's Fortune, regia di Theodore Marston (1914)
- The Christian, regia di Frederick A. Thomson (1914)
- An Easter Lily, regia di Tefft Johnson (1914)
- Mr. Barnes of New York di Maurice Costello e Robert Gaillard (1914)
- The Awakening of Barbara Dare, regia di Wilfrid North (1914)
- His Last Call, regia di Tefft Johnson (1914)
- Etta of the Footlights, regia di Maurice Costello e Robert Gaillard (1914)
- The Painted World, regia di Ralph Ince (1914)
- A Florida Enchantment, regia di Sidney Drew (1914)
- His Wedded Wife, regia di William Humphrey (1914)
- The Strange Story of Sylvia Gray, regia di Charles L. Gaskill (1914)
- In the Land of Arcadia, regia di Wilfrid North (1914)
- The Old Flute Player, regia di Lionel Belmore (1914)
- Hearts and the Highway, regia di Wilfrid North (1915)
- The Radium Thieves, regia di William Humphrey (1915)
- The Guttersnipe, regia di Wilfred North (1915)
- Pawns of Mars, regia di Theodore Marston (1915)
- The Esterbrook Case (1915)
- Love's Way, regia di S. Rankin Drew (1915)
- L'invasione degli Stati Uniti (The Battle Cry of Peace), regia di J. Stuart Blackton, Wilfrid North (1915)
- The Heights of Hazard, regia di Harry Lambart (1915)
- A Price for Folly, regia di George D. Baker (1915)
- On Her Wedding Night
- The Island of Surprise, regia di Paul Scardon (1916)
- Britton of the Seventh
- The Ruse, regia di Eugene Mullin (1916)
- The Man He Used to Be
- Kennedy Square, regia di S. Rankin Drew (1916)
- Miss Warren's Brother
- The Supreme Temptation
- The Vital Question
- Carew and Son
- Letitia, regia di Harry Davenport (1916)
- The Tarantula, regia di George D. Baker (1916)
- The Chattel
- The Scarlet Runner, regia di William P.S. Earle e Wally Van (1916)
- The Blue Envelope Mystery
- Rose of the South
- The Enemy
- Whom the Gods Destroy
- Kitty MacKay
- The Money Mill, regia di John S. Robertson (1917)
- The Collie Market, regia di James Stuart Blackton (1917)
- A Spring Idyl regia di James Stuart Blackton (1917)
- Satin and Calico
- The Fairy Godfather
- The Question regia di Perry N. Vekroff (1917)
- A Departmental Case
- The Duplicity of Hargraves
- Soldiers of Chance
- The Marriage Speculation
- The Diary of a Puppy
- The Wooing of Princess Pat
- Tangled Lives
- Wild Primrose
- The White Lie, regia di Howard C. Hickman (1918)
- Miss Dulcie from Dixie regia di Joseph Gleason (1919)
- Thin Ice
- Daring Hearts
- The Gamblers
- Counterfeit, regia di George Fitzmaurice (1919)
- The Birth of a Soul, regia di Edwin L. Hollywood (1920)
- Human Collateral, regia di Lawrence C. Windom (1920)
- Man and His Woman, regia di James Stuart Blackton (1920)
- The Forbidden Valley
- Body and Soul
- The Charming Deceiver
- The Single Track
- Rainbow
- The Prodigal Judge, regia di Edward José (1922)
- The Leopardess
- The Ragged Edge, regia di F. Harmon Weight (1923)
- The Purple Highway

### Regista
- Antonio e Cleopatra (Antony and Cleopatra), co-regia James Stuart Blackton (1908)
- Launcelot and Elaine
- A Midsummer Night's Dream co-regia James Stuart Blackton (1909)
- Twelfth Night co-regia Eugene Mullin (1910)
- Becket
- A Christmas Carol non accreditati: co-regia J. Searle Dawley e Ashley Miller (1910)
- Though Your Sins Be as Scarlet (1911)
- The Spirit of the Light; or, Love Watches on Through the Years
- Regeneration (1911)
- Madge of the Mountains
- Arbutus
- Suffer Little Children (1911)
- The Girl and the Sheriff (1911)
- The Little Spy
- Vanity Fair (1911)
- Barnaby Rudge (1911)
- She Never Knew (1912)
- The Unknown Violinist
- Fortunes of a Composer
- The Days of Terror; or, In the Reign of Terror
- A Juvenile Love Affair (1912)
- The Bogus Napoleon
- Rip Van Winkle (1912)
- The Bond of Music (1912)
- As You Like It, co-regia di James Stuart Blackton e James Young (1912)
- His Official Appointment
- Wild Pat
- The Awakening of Bianca
- A Woman (1912)
- The Joke Wasn't on Ben Bolt
- A Birthday Gift
- The Only Veteran in Town
- The Diamond Mystery
- The Tables Turned

### Sceneggiatore
- Washington Under the British Flag, regia di J. Stuart Blackton (1909)
- Washington Under the American Flag, regia di J. Stuart Blackton (1909)
- Benedict Arnold
- Madge of the Mountains

### Produttore
- As You Like It, regia di James Stuart Blackton, Charles Kent e James Young (1912)